# Santa Fe (ort i Honduras, Departamento de Ocotepeque, lat 14,52, long -89,23)
Santa Fe är en ort i Honduras.   Den ligger i departementet Departamento de Ocotepeque, i den västra delen av landet, 220 km väster om huvudstaden Tegucigalpa. Santa Fe ligger 831 meter över havet och antalet invånare är 915.
Terrängen runt Santa Fe är huvudsakligen kuperad. Santa Fe ligger nere i en dal som går i sydvästlig-nordostlig riktning. Runt Santa Fe är det ganska tätbefolkat, med 248 invånare per kvadratkilometer. Närmaste större samhälle är Nueva Ocotepeque, 10,7 km sydost om Santa Fe.  